# Quartinia artemis
Quartinia artemis är en stekelart som beskrevs av Richards 1962. Quartinia artemis ingår i släktet Quartinia och familjen Masaridae. Inga underarter finns listade i Catalogue of Life.